# 吳煌甲
吳煌甲（?—?），字愉之，福建永定縣人，明朝政治人物。同進士出身。

## 生平
崇禎十六年（1643年），登進士，任廣東揭阳县知县，行取兵科给事中。